# Вокзал Ксермамениль — Ламат
Вокзал Ксермамениль—Ламат — бывший вокзал SNCF в Лотарингии в коммуне Ламат и станция на бывшей линии Мон-сюр-Мёрт—Брюйер. 

## Описание

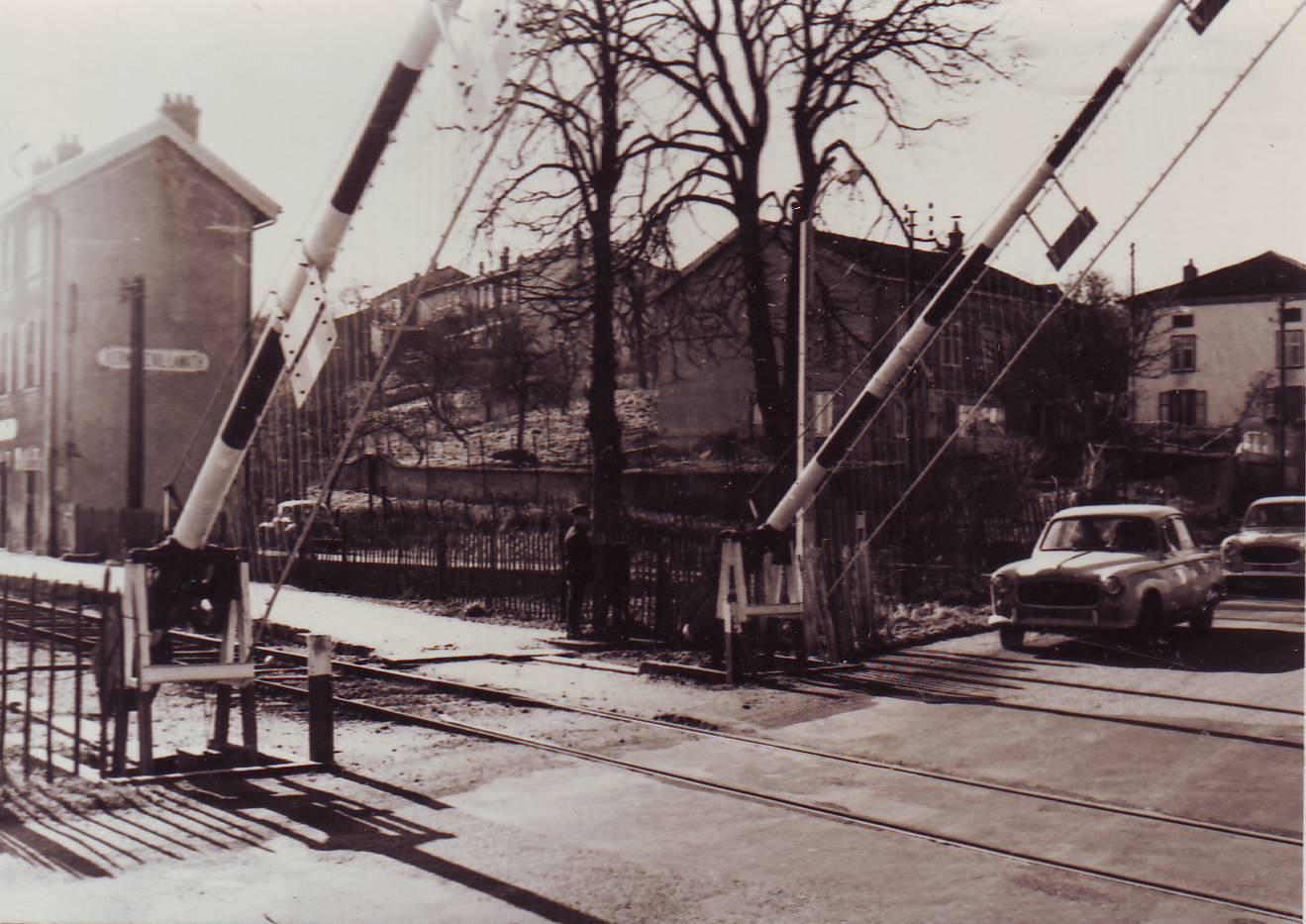
Вокзал и железнодорожный переезд.

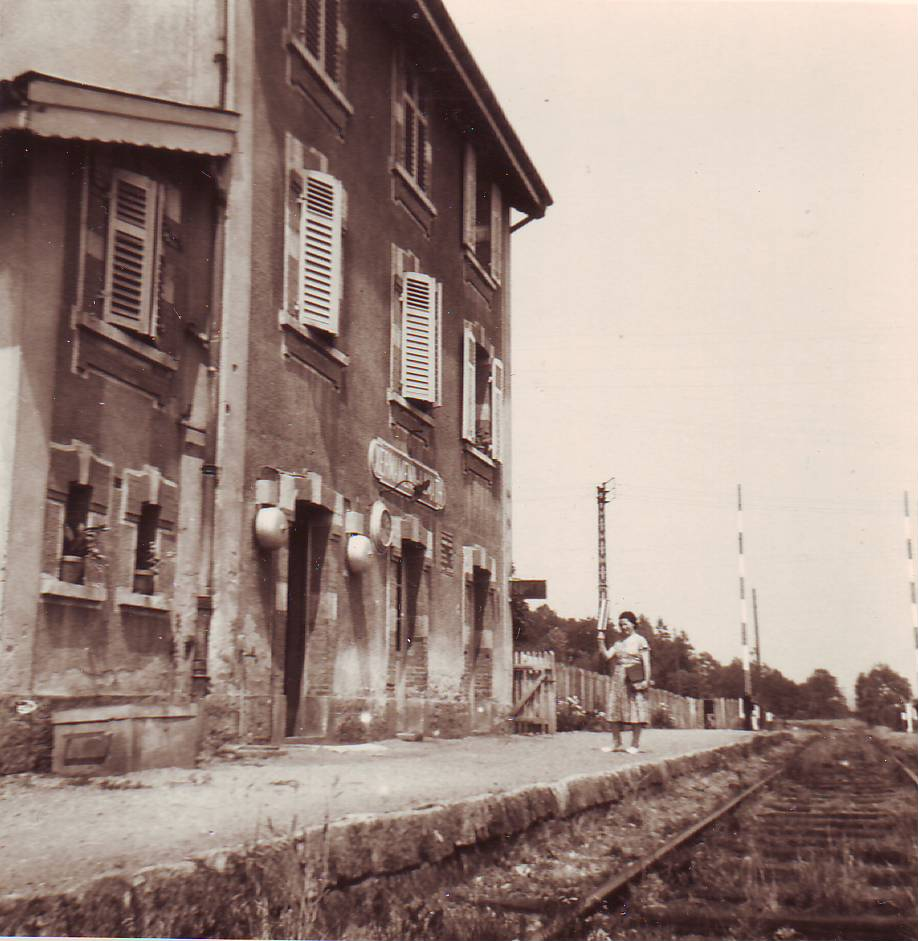
Вокзал в 1966 году.

Вокзал Ксермамениль—Ламат расположен в точке 3,38 км от предыдущего вокзала Мон-сюр-Мёрт
бывшей линии Мон-сюр-Мёрт—Брюйер. Следующая станция была вокзал Жербевиллера.

## История
В 1873 года была открыта концессия, предусматривавашая железнодорожную линии от Мон-сюр-Мёрт, которая должна была соединить его с промышленным центром Жербевиллером. Одноколейная линия начала действовать в 1882 году. Станция в Ламате была открыта 28 октября 1882 года. Эксплуатация линии осуществлялась французской железнодорожной компанией Chemins de fer de l'Est (позже вошла в SNCF). 
Работы по сооружению линии проводились в рамках грандиозной социальной Программы Фрейсине, начавшейся в 1878 году и включавшей постройку общественных железных дорог, каналов и портов.  
В полном объёме сооружение железнодорожной колеи завершилось в 1911 году. В 1934 году линия была передана по лизингу компании CFS-NE (Compagnie des chemins de fer secondaires du Nord-Est), а с 1960 года управлялась CFTA (Chemins de fer et transport automobile). Интересно, что с 1947 по 1970 года бессменной дежурной по станции была мадам Жоффруа, которая благодаря 23-летней службе стала известна в регионе и её уход на пенсию в 1970 году особенно отмечался.
В 1971 году график был сильно сокращён с 12-13 поездов в день до 1 поезда. Полностью пассажирские перевозки были закрыты с 1 июня 1980 года, а линия закрыта в 1982 году.